# ストラトフォード・カニング

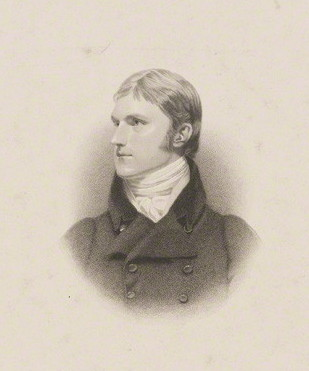
ストラトフォード・カニング

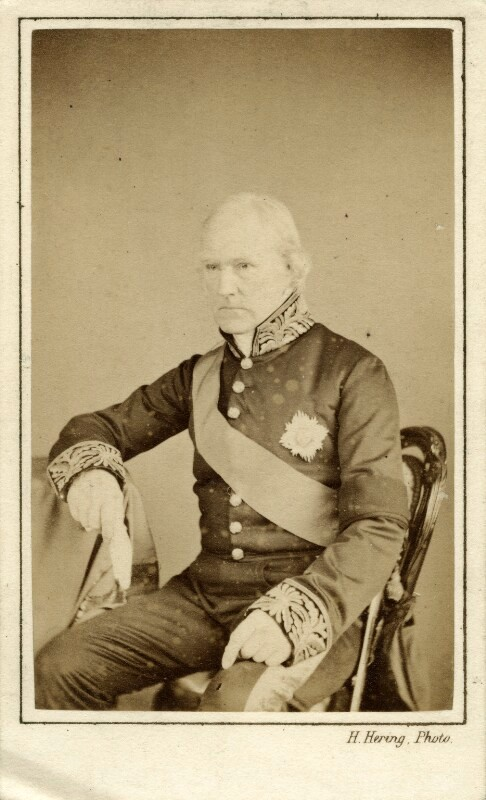
1860年ごろのストラトフォード・カニングの写真。

初代ストラトフォード・ド・レッドクリフ子爵ストラトフォード・カニング（英語: Stratford Canning, 1st Viscount Stratford de Redcliffe KG GCB PC、1786年11月4日 - 1880年8月14日）は、イギリスの外交官。
ロンドン生まれ。イートン・カレッジおよびケンブリッジ大学キングス・カレッジで学ぶ。1807年に外務省に入り、従兄でもあるジョージ・カニングのもとで働く。1808年にコンスタンティノープルのイギリス大使館の一等書記官になる。1810年に特命大使になる。1812年にロシア帝国とオスマン帝国の間に締結されたブカレスト条約を交渉。1814年から1817年までにスイス公使とウィーン会議の事務官を務め、1819年から1823年まで在アメリカ合衆国公使を務めた。
反露派として有名であり1830年11月のポーランドのワルシャワ蜂起の後、それを鎮圧したロシアに対しての英国の意思を示すため当時外務大臣だったパーマストン子爵によって駐露大使に任命されるもののロシア皇帝ニコライ1世によって着任を拒否される。
1825年から1858年まで、数度にわたってコンスタンチノープル駐在の大使をつとめ、オスマン帝国の宮廷内に大きな影響力を持つに至った。オスマン帝国政府に改革を進めるよう要求し、ギリシアの独立にも尽力。エルサレムの管理権をめぐってロシアとオスマン帝国の対立が激化するとオスマン皇帝のアブデュルメジト1世に助言し、対ロシア強硬派の肩入れをしてクリミア戦争の勃発に一役かった。一男三女がいたが、すべて未婚で死去し、ストラトフォード・ド・レッドクリフ子爵の爵位は彼の死で、一代限りで廃絶した。

## 関連図書
- Chamberlain, Muriel E. (3 January 2008) [23 September 2004]. "Canning, Stratford, Viscount Stratford de Redcliffe". Oxford Dictionary of National Biography (英語) (online ed.). Oxford University Press. doi:10.1093/ref:odnb/4558。 (要購読、またはイギリス公立図書館への会員加入。)
- Chisholm, Hugh, ed. (1911). "Stratford de Redcliffe, Stratford Canning, Viscount" . Encyclopædia Britannica (英語). Vol. 25 (11th ed.). Cambridge University Press. pp. 997–998.
- Foster, Joseph (1888–1892). "Canning, Stratford, Viscount Stratford de Redcliffe" . Alumni Oxonienses: the Members of the University of Oxford, 1715–1886 (英語). Vol. 1. Oxford: Parker and Co. p. 216. ウィキソースより。
- Lane-Poole, Stanley (1886). "Canning, Stratford" . In Stephen, Leslie (ed.). Dictionary of National Biography (英語). Vol. 8. London: Smith, Elder & Co. pp. 431–444.
- Wood, James, ed. (1907). "Stratford de Redcliffe, Sir Stafford Canning, first Viscount" . The Nuttall Encyclopædia (英語). London and New York: Frederick Warne.